# Grazenmolen

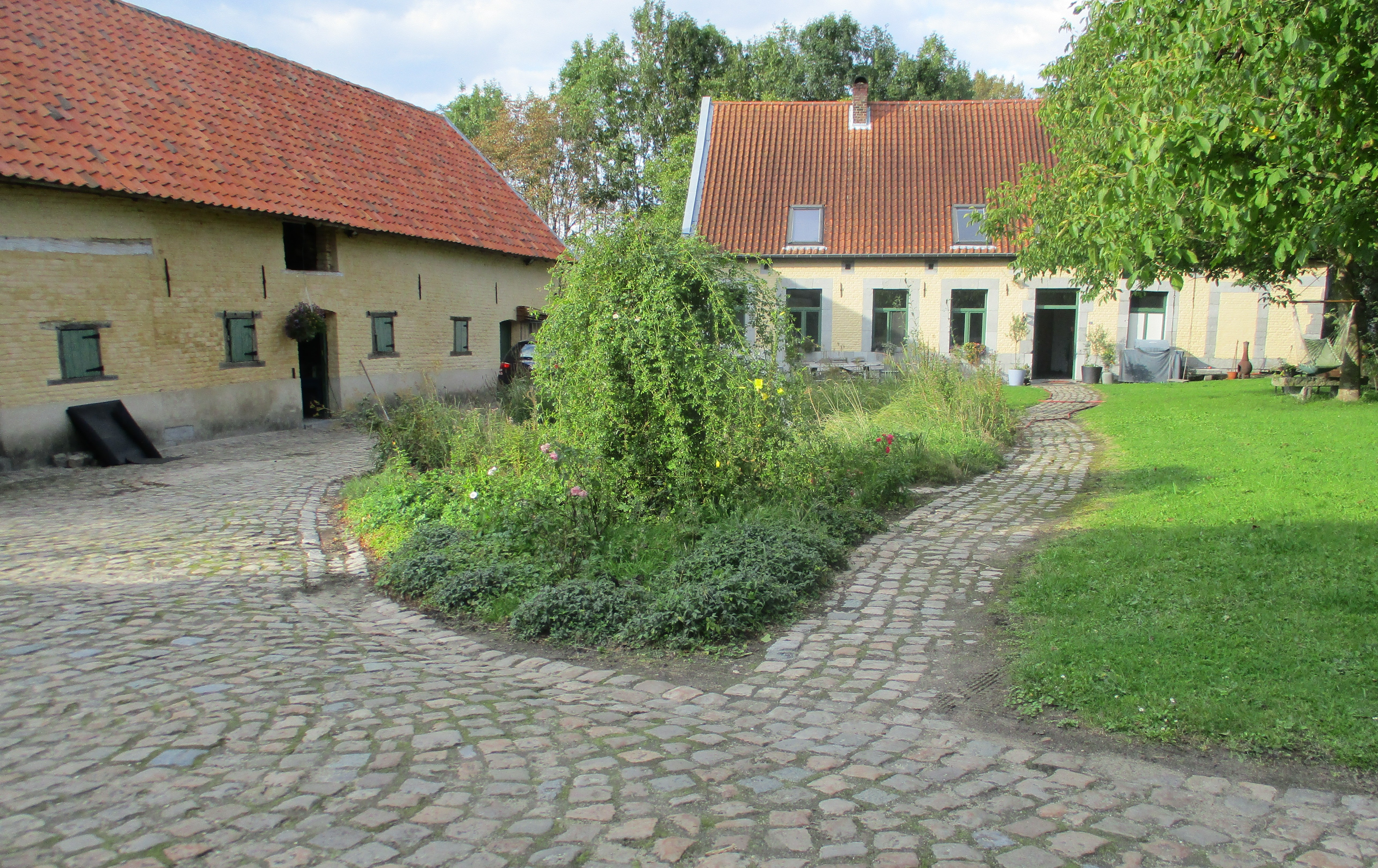
Grazenmolen

De Grazenmolen is een watermolen in de tot de Vlaams-Brabantse gemeente Geetbets behorende plaats Grazen, gelegen aan de Lutzestraat 53.
Deze middenslagmolen op de Melsterbeek fungeerde als korenmolen.

## Geschiedenis
Er was al een watermolen in 1234, toen deze voor de helft aan de Abdij van Oriënten werd geschonken. Deze Laermolen werd in 1269 afgebroken en de waterloop werd verlegd waarna een nieuwe molen werd gebouwd en dit werd de Grazenmolen. Deze bleef in bezit van de abdij. In 1712 werd een nieuw molenhuis opgericht.
In 1753 werd de molen overvallen door de Bokkenrijders waarbij ook mishandeling plaatsvond waaraan de molenaar na een paar dagen bezweek.
In 1796 werd de abdij opgeheven en de molen werd in 1798 openbaar verkocht aan particulieren. Tot 1970 was de molen nog in werking. In 1975 werd het metalen middenslagrad verwijderd. In 1994 werd de molen geklasseerd als monument.

## Gebouw
Het molenhuis is in goede staat en een groot deel van het binnenwerk is nog aanwezig. Het molenaarshuis ligt in het verlengde van het molenhuis.